# Antti Aalto (smučarski skakalec)
Antti Aalto finski smučarski skakalec * 2. april 1995, Kitee, Finska.

## Skakalna kariera
Aalto je svoj uspeh kariere dosegel na tekmi svetovnega pokala 2018/19 v Visli s 5. mestom v prvi in 7. mestom v drugi seriji.
| Sezona  | Skupni seštevek | 4. skakalnice | Letalnica |
| ------- | --------------- | ------------- | --------- |
| 2016/17 | -               | 53            | -         |
| 2017/18 | 54              | 57            | -         |
| 2018/19 | 25.             | 30.           | 30.       |
| 2019/20 | 32              | 39            | 7.        |
| 2020/21 | 37              | 15.           | -         |
| Viri:   |                 |               |           |